# Gumshoe (videogioco 1986)
Gumshoe è un videogioco a piattaforme del 1986 sviluppato e pubblicato da Nintendo per Nintendo Entertainment System.

## Trama
Il protagonista di Gumshoe è Mr. Stevenson a cui il mafioso King Dom ha rapito la figlia Jennifer e chiede in riscatto cinque preziosi diamanti.

## Modalità di gioco
Gumshoe è uno sparatutto con pistola ottica in cui è possibile sparare al protagonista, che prosegue automaticamente verso la parte destra dello schermo, per farlo saltare evitando gli ostacoli o distruggere direttamente quest'ultimi. Sono presenti quattro livelli.

## Sviluppo
Gumshoe è stato ideato da Yoshio Sakamoto a partire da un progetto di Gunpei Yokoi di realizzare un gioco con pistola ottica. Secondo Sakamoto il protagonista del gioco assomiglia vagamente allo stesso Yokoi.